# 장애인의 권리에 관한 협약 선택의정서
장애인의 권리에 관한 협약 선택의정서(영어: Optional Protocol to the Convention on the Rights of Persons with Disabilities)은 2005년 장애인의 권리에 관한 협약의 부속문서이다. 2006년 12월 13일 채택되었고, 2008년 5월 3일 본안인 권리에 관한 협약과 함께 효력이 발생했다. 2024년 11월을 기준으로 94개의 발효국과 107개의 서명국이 있다.
이 협약의 작동 원리는 여성에 대한 모든 형태의 차별 철폐에 관한 협약과 유사하며, 장애인의 권리 협약 논의 당시 논의되지 못한 내용을 담고, 기존 협약의 내용을 추가적으로 보충하는 성격을 지녔다. 2024년 11월을 기준으로 94개국이 발효했으며, 107개국이 서명했다. 대한민국은 2022년 12월 8일 국회 본회의에서 가입동의안이 의결되어 조약이 발효되었다.

## 같이 보기
- 여성에 대한 모든 형태의 차별 철폐에 관한 협약